# Eosentomon monlaense
Eosentomon monlaense är en urinsektsart som beskrevs av Yin 1982. Eosentomon monlaense ingår i släktet Eosentomon och familjen trakétrevfotingar. Inga underarter finns listade i Catalogue of Life.